# Dişli, Bolvadin
Dişli là một thị trấn thuộc huyện Bolvadin, tỉnh Afyonkarahisar, Thổ Nhĩ Kỳ. Dân số thời điểm năm 2011 là 3.304 người.